# Olga Łasak
Olga Kamila Łasak (ur. 3 lipca 1988 w Bielsku-Białej) – polska aktorka, wokalistka, artystka kabaretowa i pedagog. Absolwentka szkoły wokalno-baletowej przy Gliwickim Teatrze Muzycznym. Aktualnie członkini kabaretu Zdolni i Skromni oraz Czesuaf; gościnnie występuje w Kabarecie Moralnego Niepokoju, Paranienormalni oraz Kabarecie Młodych Panów.
Od 2019 roku aktorka dubbingowa, głos wielu bajkowych postaci na kanale Polsat JimJam oraz Netflix.
Brała udział w takich produkcjach telewizyjnych jak „Kabaret na żywo”, „Fort Boyard Polska”, „Anything Goes. Ale jazda!”, „Dance Dance Dance”.

## Nagrody
- 2021 Zwycięstwo w Koncercie Jubileuszowym z okazji 25-lecia „Ryjka” konkurs o „Złote Gacie”[6] z kabaretem Czesuaf,
- 2021 I nagroda w konkursie głównym oraz nagroda publiczności Rybnickiej Jesieni Kabaretowej[7] „Ryjek” z kabaretem Zdolni i Skromni,
- 2018 Melodyjna Nagroda im. Artura na Rybnickiej Jesieni Kabaretowej[8] „Ryjek”,
- 2017 I nagroda w konkursie głównym Rybnickiej Jesieni Kabaretowej[9] „Ryjek” z kabaretem Czesuaf,
- 2016 Srebrny Klucz w Ogólnopolskim Festiwalu im. Jonasza Kofty „Moja Wolność”.[potrzebny przypis]